# Don Sakers
Don Sakers (16 de junho de 1958 - 17 de maio de 2021), foi um escritor e fã de ficção científica americano que viveu em Maryland, escreveu vários romances e editou uma coleção de contos. Em 2009, ele sucedeu Thomas Easton como revisor de livros da revista Analog Science Fiction and Fact. Sakers é provavelmente mais conhecido na comunidade de ficção científica como um palestrante convidado frequente em convenções de ficção científica.
Quando questionado sobre a reação aos elementos de diversidade em sua FC, Sakers disse:
De modo geral, parece-me que a maioria dos fãs de FC se sente bastante confortável com a diversidade. Parte disso, eu sinto, vem da experiência comum de ser considerado "estranho" pela população em geral... Outra razão pela qual os fãs parecem confortáveis com a diversidade decorre da natureza da própria Ficção Científica. A FC geralmente se preocupa com "o outro" — o ser alienígena, o viajante do tempo, o cidadão de uma sociedade totalmente diferente. Depois de você ter compreendido o conceito de se apaixonar por uma criatura insetoide baseada em silício cuja sociedade é baseada em canibalismo ritual, um bate-papo amigável com a lésbica negra sentada ao seu lado é fácil de lidar.— Don Sakers

## Carreira de escritor e fandom de FC
Sakers foi o autor dos romances de ficção científica Dance for the Ivory Madonna (2002) e dos títulos complementares The Leaves of October (1988), A Voice in Every Wind (2003), Weaving the Web of Days (2004) e A Rose From Old Terra (2007); e do romance de fantasia sombria Curse of the Zwilling (2003). Ele também foi autor do conto "The Cold Solution" (Analog, 1991) e de outros contos. Sakers foi editor de Ghost Is Haunting Space Station Three (1990), de Carmen Miranda, uma antologia de histórias baseada na canção de mesmo nome de Leslie Fish ; do SF Book of Days (2004); e do Gaylaxicon 2006 Sampler. Sakers também foi autor de dois romances gays para jovens adultos: Act Well Your Part (1986) e Lucky in Love (1988). Melissa Scott chamou-o de "um Heinlein de esquerda".
Membro da Science Fiction and Fantasy Writers of America, ele escreveu vários obituários para seu site, incluindo o de Lisa A. Barnett.

### Dance for the Ivory Madonna
De acordo com uma crítica da Publishers Weekly, Dance for the Ivory Madonna é sobre quando;
é 2042, e os EUA se dividiram em três nações; grupos de interesses especiais têm sua própria Casa no Congresso; a inteligência artificial expulsou os humanos do ciberespaço; e o continente africano, um viveiro de avanços tecnológicos, está unido sob um governo contratado chamado Umoja. Abrindo caminho por este admirável mundo novo está um jovem agente afro-americano de uma organização secreta cuja tarefa é vingar o assassinato de seu pai e salvar a humanidade.— Publishers Weekly review
Sakers descreveu o livro como sendo sobre "muitas coisas: amizade, tolerância, uma celebração do espírito criativo, um hino à não convencionalidade. É sobre o que está errado com o mundo de hoje, o que está certo com o mundo de hoje e que esperança há para o futuro. É sobre como nossa tecnologia nos afeta e sobre as decisões que podemos tomar em relação a esses efeitos."
Dance for the Ivory Madonna foi finalista do Spectrum Award.

### Convenções de ficção científica
Sakers foi o convidado de honra no Gaylaxicon de 1995, e foi um palestrante convidado frequente em outros Gaylaxicons, Albacon, Arisia e Boskone.

## Vida pessoal
Sakers nasceu em Yokosuka, Japão, mas cresceu nos Estados Unidos. Ele era abertamente gay e tinha diabetes e autismo. Ele dividia uma casa no Condado de Anne Arundel, Maryland, com seu cônjuge, o cliente Thomas Atkinson. A casa deles, conhecida como Meerkat Meade, foi destaque em Weird Maryland. Seu autointitulado "trabalho diário" era na biblioteca pública do Condado de Anne Arundel, onde trabalhou por 42 anos. Sakers era um blogueiro ativo.
Sakers morreu de ataque cardíaco em 17 de maio de 2021, aos 62 anos.

### Romances
Scattered Worlds Mosaic
1. Dance for the Ivory Madonna. [S.l.: s.n.]
2. Weaving the Web of Days. [S.l.: s.n.]
3. The Eighth Succession. [S.l.: s.n.]
4. Children of the Eighth Day. [S.l.: s.n.]
5. All Roads Lead to Terra (e-book). [S.l.: s.n.]
6. A Voice in Every Wind. [S.l.: s.n.][a]
7. A Rose From Old Terra. [S.l.: s.n.]
8. The Leaves of October (começou como um conto em Analog, de agosto de 1983, e foi expandido como um romance em 1988)

### Conto
Coleções
- Meat and machine. [S.l.]: Speed of C Productions. 2014[b]